# Puerto de La Molinera (Salamanca)
El puerto de La Molinera es un puerto  de montaña situado al noroeste de la provincia de Salamanca (Castilla y León, España). Al contrario de la mayoría de puertos, tiene forma de "V", en que se desciende desde la penillanura zamorano-salmantina hasta el lecho del río Huebra. Esta singularidad es propia de los puertos de Las Arribes.

## Situación
Tiene su inicio a 280 metros de altitud, en el puente de La Molinera, elevándose desde ahí en dos vertientes opuestas, una hacia Saucelle y otra hacia Lumbrales, localidades que une a través de la DSA-576, la antigua carretera SA-330, subiendo hasta los 651 metros en el lado de Saucelle. Sirve de límite jurisdiccional entre los municipios de Saucelle e Hinojosa de Duero. El puerto constituye un paso natural entre las comarcas de La Ribera y El Abadengo.